# Костадин Кузмов
Костадин Кузмов е български офицер, бригаден генерал, командир на 2-ра механизирана бригада (2016 – 2019).

## Биография
Роден е на 22 февруари 1966 г. в пловдивското село Катуница. През 1984 г. завършва Сержантско училище, а през 1989 г. Висше народно военно училище „Васил Левски“ във Велико Търново с профил „Мотострелкови“.
Служи в тридесет и четвърти мотострелкови полк в Момчилград.
Бил е командир на взвод, командир на рота, началник-щаб на батальон.
През 1993 г ато старши лейтенант на четири години служба е бил назначен за началник-щаб на батальон, а е нямало командир на батальон.
През 1998 г. завършва Военната академия в София.
Служи в 61-ва Стрямска механизирана бригада. Бил е командир на механизиран батальон, заместник началник-щаб на бригада.
От април до декември 2005 г. участва в мисия в Ирак като командир на пети пехотен батальон.
През 2014 г. завършва и Сухопътния колеж на САЩ. Бил е в командването на Сухопътните войски (началник на сектор) и в 68-а бригада „Специални сили“ (заместник-командир). 
С указ № 63 от 22 март 2016 г. е назначен на длъжността командир на 2-ра механизирана бригада и удостоен с висше офицерско звание бригаден генерал, считано от 1 април 2016 г.
С Указ № 200 от 6 август 2019 г. бригаден генерал Костадин Кузмов е освободен по собствено желание от длъжността командир на 2-ра механизирана бригада, и от военна служба, считано от 15 август 2019 г.

## Образование
- Сержантско училище – до 1984
- Висше народно военно училище „Васил Левски“ – до 1989
- Военна академия „Георги Раковски“ – до 1998
- Военен колеж на Сухопътните войски на САЩ – до 2014

## Военни звания
- Лейтенант (1989)
- Бригаден генерал (1 април 2016)